# Ламін Бен-Азіза
Ламін Бен-Азіза (араб. لامين بن عزيزة, фр. Lamine Ben Aziza, нар. 10 листопада 1952, Кромбалья) — туніський футболіст, що грав на позиції воротаря.
Виступав, зокрема, за клуби «Етюаль дю Сахель» та «Хаммам-Ліф», а також національну збірну Тунісу.

## Клубна кар'єра
У дорослому футболі дебютував 1969 року виступами за команду «Кромбалья Спортс», в якій провів один сезон, після чого перейшов у «Етюаль дю Сахель». Відіграв за суську команду наступні десять сезонів своєї ігрової кар'єри, ставши чемпіоном Тунісу та дворазовим володарем Кубка Тунісу.
1980 року перейшов до клубу «Хаммам-Ліф», за який відіграв 3 сезони. Завершив кар'єру футболіста виступами за команду «Хаммам-Ліф» у 1983 році.

## Виступи за збірну
1976 року дебютував в офіційних матчах у складі національної збірної Тунісу.
У складі збірної був учасником Кубка африканських націй 1978 року в Гані та чемпіонату світу 1978 року в Аргентині.

## Титули і досягнення
- Чемпіон Тунісу (1):

«Етюаль дю Сахель»: 1971/72
- Володар Кубка Тунісу (2):

«Етюаль дю Сахель»: 197/74, 1974/75